# Tilmann Schaible
Tilmann Schaible (* 1961 in Stuttgart) ist ein deutscher Diplom-Pädagoge. Nach Jahren als Verleger, Herausgeber und Händler islamischer und islamistischer Medien sowie als Funktionär diverser muslimischer Vereine, vor allem in Bayern, übersiedelte er nach Österreich, wo er 2005 von der Islamischen Glaubensgemeinschaft in Österreich zum Fachinspektor für islamischen Religionsunterricht in Tirol und Salzburg ernannt wurde.

## Leben und Wirken
Schaible wurde in eine christliche Familie geboren. Nach dem Abitur konvertierte er zum Islam. In München schloss er ein Lehramtsstudium ab.
In den späten 1980er Jahren war Schaible maßgeblich an der Gründung diverser Vereine im Umfeld der Islamischen Gemeinschaft in Deutschland beteiligt, die zumeist die Unterstützung junger Muslime als Anliegen hatten, darunter der am 25. Oktober 1987 im Islamischen Zentrum München (IZM) gegründete „Verein zur Förderung muslimischer Kinder und Jugendlicher“ sowie die am 10. November 1988 gegründeten „Islamischen Pfadfinder“, deren Vorsitzender Schaible am 28. Februar 1991 wurde. Er beteiligte sich an der Gründung der Initiative „Klär-Werk“, laut Satzung mit dem Haus des Islam verbunden. Außerdem war er Mitglied in der Deutschen Muslim-Liga Hamburg. Im November 2001 war er Vorsitzender des Islamische Religionsgemeinschaft Bayern e. V. (IRB) in Bayern, der sich um die Einführung islamischen Religionsunterrichts in Bayern bemüht. Die IRB ist ein Dachverband, an deren Gründung unabhängige muslimische Gemeinden sowie Gemeinden von DİTİB, IGMG, VIKZ, dem Zentralrat der Muslime in Deutschland und dem Islamrat für die Bundesrepublik Deutschland teilnahmen. Am 15. Juni 2004 trat Schaible in seiner Eigenschaft als IRB-Vorsitzender als Sachverständiger bei einer öffentlichen Anhörung mehrerer Ausschüsse des Bayerischen Landtags zum sogenannten Kopftuchverbot auf.
In Schaibles seit ca. 2000 bestehendem Verlag Dâr-us-Salâm bzw. Informationszentrale Dâr-us-Salâm (Garching bei München), den er auch als Versandhandel für Publikationen anderer Verlage betrieb, veröffentlichte er eigene Werke und die anderer Autoren, wobei er in der Regel als Herausgeber oder Bearbeiter fungierte. Zu den von Dâr-us-Salâm verlegten Autoren gehörten Harry Harun Behr, Sayyid Abul Ala Maududi, Fatima Grimm, Eva-Maria El-Shabassy, Murad Wilfried Hofmann und Mohammed Aman Hobohm.
Vertrieben wurden auch Schriften namhafter Vertreter der Muslimbrüder, darunter von Sayyid Qutb, Yusuf al-Qaradawi und Said Ramadan, die Stefan Meining zusammen mit denen von Sayyid Abul Ala Maududi als „nur schwer oder überhaupt nicht mit dem Grundgesetz oder einer modernen, den Werten der Aufklärung verpflichteten Gesellschaft in Einklang“ zu bringen beurteilt. Ebenfalls im Dâr-us-Salâm-Programm war Harun Yahya mit Werken wie dem in weiten Teilen antisemitischen Untergegangene Völker (verlegt von SKD-Bavaria). Eine öffentliche Kritik an diesem Programm hat es nach Meining jedoch nicht gegeben.
Schaible veröffentlichte Artikel in der vom IZM herausgegebenen Zeitschrift Al-Islam. Er revidierte die von Kerim Edipoglu und Safiya Balioglu verfasste Übersetzung von Sayyid Abul Ala Maududis Let us be Muslims ins Deutsche (= Als Muslim leben), die im Cordoba-Verlag (Karlsruhe) erschien (ISBN 978-3-930767-02-1). Zudem korrigierte er die von Amina Saleh-Ronnweber besorgte Übersetzung aus dem Arabischen ins Deutsche von Muhammad Qutbs (jüngerer Bruder von Sayyid Qutb) Einwände gegen den Islam, die vom SKD-Bavaria (München) verlegt wurde (ISBN 3-926575-25-5).
Mit Schaibles Übersiedlung nach Österreich löste er sich nach eigenen Angaben zur Jahrtausendwende vom IZM und stellte in den Folgejahren den Verkauf islamistischer Publikationen ein.
Schaible war ab Dezember 1997 als Religionslehrer in Österreich tätig (so an der HAK in Oberndorf bei Salzburg, an der HAK II in Salzburg sowie an der HTL in Salzburg). Vom 1. August 2005 bis 28. Februar 2011 war Schaible Fachinspektor für islamischen Religionsunterricht in Tirol und Salzburg.

## Veröffentlichungen
- Wie mache ich islamische Öffentlichkeitsarbeit? Ein Handbuch zur Da'wa-Arbeit (= Elementarwissen Islam. Nr. 1). Dâr-us-Salâm, Garching bei München 1996. ISBN 3-932129-00-8.
- mit Fatima Grimm: Wie mache ich das Gebet im Islam? (= Elementarwissen Islam. Nr. 2). Dâr-us-Salâm, Garching bei München 2000. ISBN 3-932129-02-4.
- Abu Zakarîyâ Yahyâ ibn Scharaf an-Nawawi: Riyâd us-sâlihîn. Teil 1. Übersetzt aus dem Arabischen von Najat Gaston und Tilmann Schaible. Dâr-us-Salâm, Garching bei München 1996. ISBN 3-932129-91-1 bzw. ISBN 3-932129-90-3. Auch SKD Bavaria, München 1996.